# Topoľčany
 Ovo je glavno značenje pojma Topoľčany. Za Okrug pogledajte Okrug Topoľčany.
Topoľčany (mađarski: Nagytapolcsány, njemački: (Groß-)Topoltschan) je grad u Nitranskom kraju u središnjoj Slovačkoj. Grad je upravno središte Okruga Topoľčany.

## Zemljopis
Grad se smjestio u dolinu rijeke Nitre gdje ona tvori široku dolinu između planina Tribeč na istoku i Považský Inovec na zapadu.	

## Povijest
Grad je osnovan u 9. stoljeću, Topoľčany bio regionalni tržišni centar u srednjem vijeku, a nalazio se na zapadnoj obali rijeke Nitre na sjecištu trgovačkih puteva.
Grad se prvi put spominje 1173. kao Tupulchan / Tapolchan (slovački: topoľ  ("jablan")) i spominje se u tijeku napada Turaka i Husita. 
Dvorac Topoľčany je sagrađen u 13. stoljeću 18 km sjeverozapadno od grada, a to je znatna udaljenost s obzirom na lokaciju grada. Dvorac se nalazi na padinama planine Považský Inovec.
Tijekom 12. i 13. stoljeća, Topoľčany je bio u vlasništvu je obitelj Csak, njegovih najpoznatijih član bio je Máté Csák. U 15. stoljeću dvorac su osvojili Husiti.
Tijekom 16. i 17. stoljeća bilo je nekoliko velikih požara koji su uništili znatne dijelove grada. Grad je smješten samo 60 km sjeverno od granice između Osmanskog Carstva i Austro-Ugarske, i bio je često pljačkan i rušen od strane Turaka, osobito 1599. i 1643. godine, kada su mnogi građani odvedeni u ropstvo, što je dovelo do prestanka razvoja grada. Položaj grada u nizini imao je za posljedicu da gradske zidine nikada nisu bile velike i snažne te su samim time bile lagana prepreka za osvajače.
Veći dio povijesti Topoľčany je imao miješano stanovništvo. Iako je seosko stanovništvo bilo uglavnom slovačko, urbana populacija bila je sastavljena od Nijemaca, Židova i Mađara. Broj Slovaka tijekom godina se povećavao, a broj Mađara smanjivao.

## Stanovništvo
| Godina:     | 1993.  | 2003.    | 2013.   | 2023.   |
| ----------- | ------ | -------- | ------- | ------- |
| Broj ljudi: | 33 209 | 28 819   | 26 629  | 24 086  |
| Razlika:    |        | -13,21 % | -7,59 % | -9,54 % |

| Godina:     | 2022.  | 2023.   |
| ----------- | ------ | ------- |
| Broj ljudi: | 24 415 | 24 086  |
| Razlika:    |        | -1,34 % |

Prema je prema procjeni stanovništva iz 2006. godine grad ima 28.685 stanovnika.
Prema vjeroispovijesti u gradu živi najviše rimokatolika koji čine 82,94 % stanovništva. Većinsko stanovništvo su Slovaci, s brojnom romskom zajednicom.

## Vanjske poveznice
- Službena stranica grada

### Ostali projekti
|  | Zajednički poslužitelj ima još gradiva o temi Topoľčany |